# The Collins Kids
The Collins Kids är en amerikansk rockabillyduo som består av syskonen Lawrencine "Lorrie" Collins (född 7 maj 1942 i Tahlequah, Oklahoma) och Lawrence "Larry" Collins (född 4 oktober 1944 i Tulsa, Oklahoma). Familjen flyttade 1953 till Kalifornien.
När gruppen började uppträda på 1950-talet var de inte ens tonåringar. De spelade ofta på Town Hall Party och Tex Ritter's Ranch Party-tv-serierna under åren 1954 till 1959. Dessutom tv-show ledda av bland andra Arthur Godfrey, Perry Como, Dinah Shore och Steve Allen. Duon spelade in för Columbia Records och turnerade med artister som Johnny Cash och Bob Wills.
Duon återförenades 1993 under en konsert i England och fortsatte sedan att spela. Deras nevö, Dakota Collins, har sedan 2008 spelat ståbas i bandet.
Lorrie dog 4 Augusti 2018

## Diskografi
Album
- Introducing Larry and Lorrie (1958)

Singlar
- "Beetle - Bug - Bop" / "Hush Money" (Promo)	(1955)
- "Rock And Roll Polka" / "My First Love" (1956	)
- "I'm In My Teens" / "They're Still In Love" (Promo) (1956)
- "Heartbeat" / "Party" (1957)
- "Hoy Hoy" / "Mama Worries" (Promo) (1958)
- "Mercy" / "Sweet Talk" (1958)

Samlingsalbum
- Rockin' Rollin Collins Kids (1983	)
- Rockin' Rollin Collins Kids, Vol. 2 (1983)
- Television Party (1989)
- Rockin' on T.V. (1993)
- Rockin'est (1998)
- Hoy Hoy (2009)